# Bayonet Point
Bayonet Point est une census-designated place située dans le comté de Pasco, dans l’État de Floride, aux États-Unis.

## Démographie
| 1980   | 1990   | 2000   | 2010   | - | - |
| ------ | ------ | ------ | ------ | - | - |
| 16 455 | 21 860 | 23 577 | 23 467 | - | - |

Sa population s’élevait à 23 467 habitants lors du recensement de 2010.

## Source
- (en) Cet article est partiellement ou en totalité issu de l’article de Wikipédia en anglais intitulé « Bayonet Point, Florida » (voir la liste des auteurs).